# 베이더 (밴드)

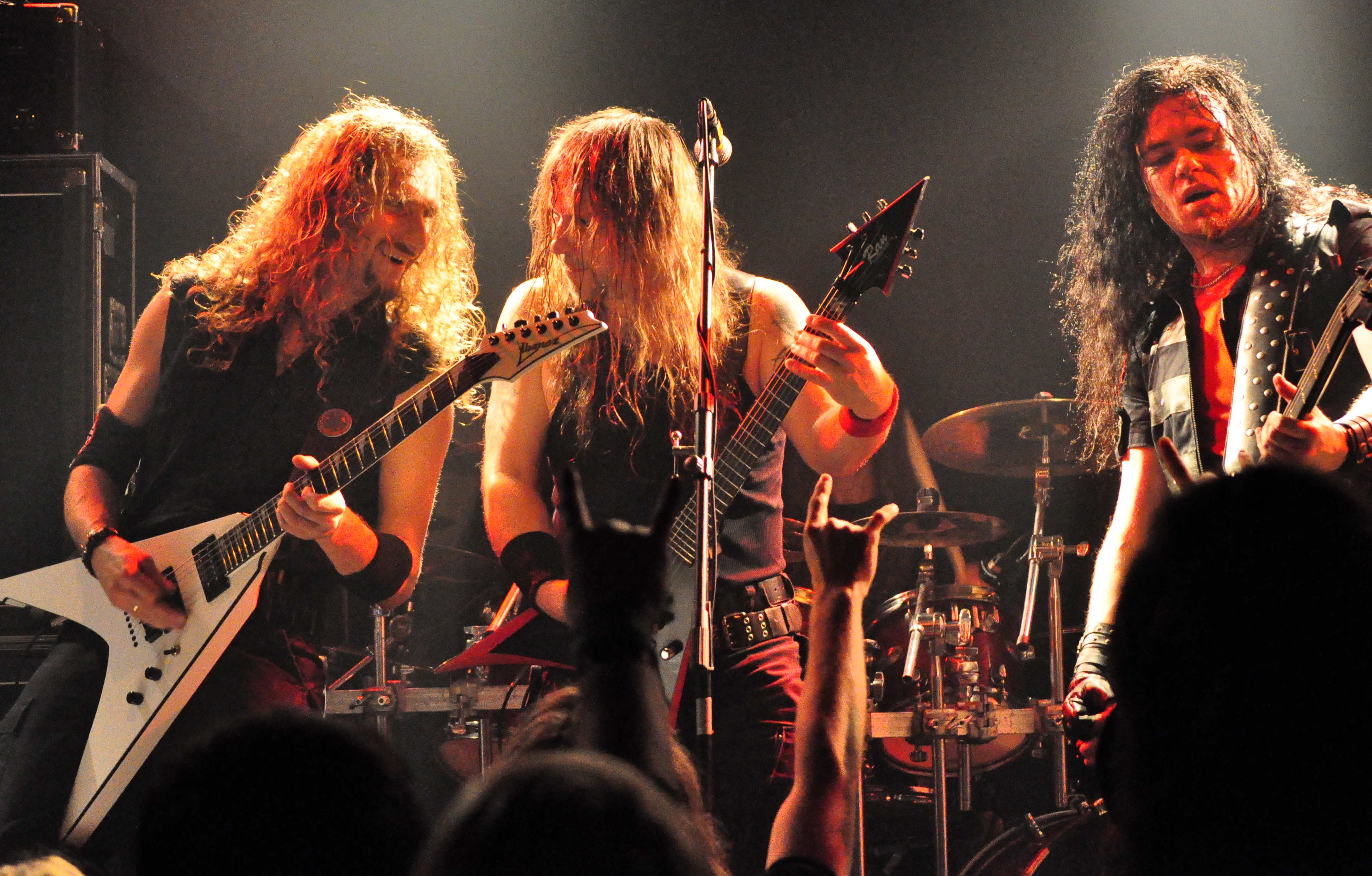
2011년 모습

베이더(Vader)는 올슈틴 출신의 폴란드의 데스 메탈 밴드이다. 1983년에 결성되었다.
헤바 메탈 그룹으로 시작한 베이더는 궁극적으로 스래시 메탈, 스피드 메탈로 넘어갔고 이후 1980년대 말에 데스 메탈 밴드가 되었다.

## 디스코그래피
- The Ultimate Incantation (1992)
- De Profundis (1995)
- Black to the Blind (1997)
- Litany (2000)
- Revelations (2002)
- The Beast (2004)
- Impressions in Blood (2006)
- Necropolis (2009)
- Welcome to the Morbid Reich (2011)
- Tibi Et Igni (2014)
- The Empire (2016)
- Solitude in Madness (2020)